# 赫芬
赫芬是奥地利蒂罗尔州罗伊特县的一个市镇。总面积8.3平方公里，总人口1290人，人口密度155.4人/平方公里（2005年）。